# Krasnopillea, Lenine
Krasnopillea (în ucraineană Краснопілля) este un sat în comuna Marfivka din raionul Lenine, Republica Autonomă Crimeea, Ucraina.

## Demografie
Componența lingvistică a localității Krasnopillea
     Rusă (100%)
Conform recensământului din 2001, toată populația localității Krasnopillea era vorbitoare de rusă (100%).